# Strumień Acheron

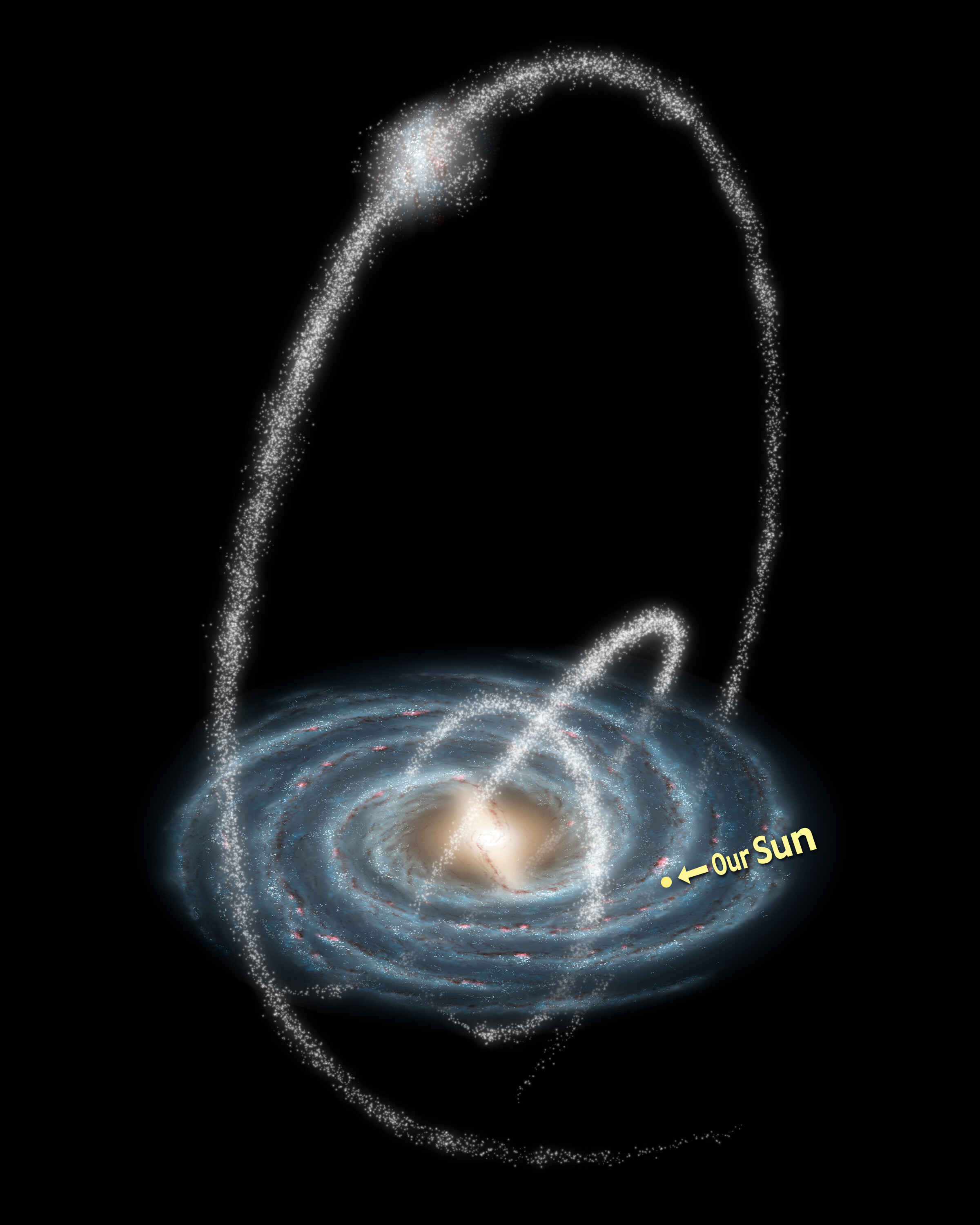
Strumienie gwiazd odkryte w 2007 – wizja artysty

Strumień Acheron – strumień gwiazd utworzony przez gwiazdy pochodzące z nieznanej gromady kulistej rozciągniętej w strumień przez grawitację Drogi Mlecznej. Strumień ten został odkryty w programie Sloan Digital Sky Survey w 2007 roku. Nazwa strumienia pochodzi z mitologii greckiej i odnosi się do rzeki Acheron.